# Trypodendron domesticum
Trypodendron domesticum is een kever uit de familie van de schorskevers.  De soort heeft een lengte van 3,1 tot 3,8 mm. Hij komt voor op Fagus-soorten in Europa en Klein-Azië.